# Lipovăț (okręg Vaslui)
Lipovăț – wieś w Rumunii, w okręgu Vaslui, w gminie Lipovăț. W 2011 roku liczyła 1520 mieszkańców.